# 야보르군

돌니실롱스크주 지도에 표시된 야보르군의 위치

야보르군(폴란드어: powiat jaworski)은 폴란드 돌니실롱스크주에 위치한 군으로 군청 소재지는 야보르이며 면적은 581.25km2, 인구는 50,315명(2019년 6월 30일 기준), 인구 밀도는 87명/km2이다.
북쪽으로는 레그니차군, 동쪽으로는 시로다군, 남동쪽으로는 시비드니차군, 남쪽으로는 바우브지흐군, 카미엔나구라군, 서쪽으로는 카르코노셰군, 즈워토리야군과 접한다. 6개 지방 자치체(1개 도시, 1개 도시형 농촌, 4개 농촌)를 관할한다.

군기
군 문장